# Periferic
Pour plus de détails, voir Fiche technique et Distribution.
Periferic (en anglais Outbound) est un film roumain réalisé par Bogdan George Apetri et sorti en 2010 au Festival international du film de Locarno.

## Distribution
- Ana Ularu - Matilda Lazăr
- Andi Vasluianu - Andrei
- Ioana Flora - Lavinia
- Ion Sapdaru - Virgil
- Mimi Brănescu  - Paul
- Timotei Duma - Toma
- Ingrid Bișu - Selena
- Cristian Olescher - Daniel
- Damian Oancea – Cezar

## Récompenses et distinctions
- Meilleur film au Festival international du film de Vilnius 2011
- Alexandre d'or au Festival international du film de Thessalonique 2010
- Festival international du film de Transylvanie
- Festival international du film de Vienne
- Festival international du film de Varsovie
- Grand Prix du jury au Festival international du premier film d'Annonay 2013